# Jarnosse
Jarnosse é uma comuna francesa na região administrativa de Auvérnia-Ródano-Alpes, no departamento de Loire. Estende-se por uma área de 11,88 km². Em 2010 a comuna tinha 435 habitantes (densidade: 36,6 hab./km²).